# Joaquín Rivera Bragas

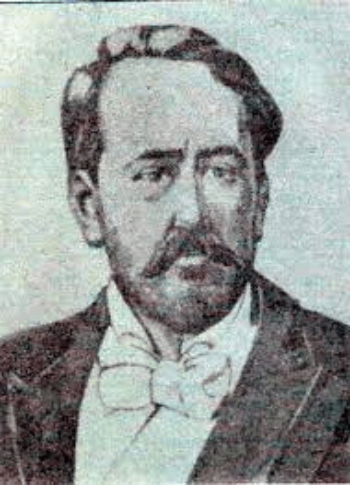
Joaquín Rivera Bragas

Joaquín Rivera Bragas (* 26. Juli 1795 in Tegucigalpa; † 6. Februar 1845 in Comayagua) war vom 7. Januar 1833 bis zum 31. Dezember 1836 Supremo Jefe der Provinz Honduras in der Zentralamerikanischen Konföderation.

## Leben

### Herkunft und frühe Laufbahn
Joaquín Rivera Bragas war der Sohn von Dolores Bragas de Betancourt und Martín Rivera Alemán, einer Familie der Oberschicht. Sein Lehrer war der Priester Francisco Antonio Márquez, dem der junge Joaquín eine umfassende und gründliche Bildung verdankte.
Als 1821 in den Provinzen des Generalkapitanats Guatemala der Aufstand gegen die spanische Krone ausbrach, schloss sich Rivera den Truppen an, die für die Unabhängigkeit kämpften. Nachdem sich 1823 die Vereinigten Provinzen Zentralamerikas (Provincias Unidas del Centro de América) zusammengeschlossen hatten, eine Vorstufe der Ausrufung der Zentralamerikanischen Konföderation im November 1824, wurde er am 22. August 1824 zum Gouverneur (Jefe Político-Intendente) des Departamento Choluteca ernannt. Dieses Amt trat er am 13. Dezember 1824 an.
Am 4. März 1829 wurde er Justizminister im ersten Kabinett von José Francisco Morazán Quezada. 1831 war er Mitglied der verfassungsgebenden Versammlung für den Wahlkreis Olancho. 1832 wurde er Präfekt von Tegucigalpa und als Abgeordneter für das Departamento Yoro ins Parlament gewählt.

### Amtszeit als Regierungschef
Am 31. Dezember 1832 wählte das Parlament Rivera zum Regierungschef (Supremo Jefe) der Provinz Honduras innerhalb der Zentralamerikanischen Konföderation. Am 7. Januar 1833 trat er sein Amt an.
In seiner Amtszeit stieß Rivera zahlreiche Reformen an:
- Er verringerte die Staatsverschuldung, um die Regierung wieder handlungsfähig zu machen.
- Er stellte die Häfen in Omoa und Trujillo unter die Verwaltung der Provinz Honduras, damit die Hafengebühren der öffentlichen Hand zufielen.
- Er schuf die gesetzlichen Grundlagen für die Einführung einer eigenen Währung der Provinz Honduras.
- Er ließ ein Gesetz zur Schaffung eines Obersten Gerichtshofes und weitere Gerichte verabschieden.
- Er ließ den Entwurf eines Strafgesetzbuches von Edward Livingston (bekannt als „Livingston Code“) nachdrucken, um denjenigen, die mit der Strafverfolgung befasst waren, eine von den Grundlagen der Aufklärung geprägte Richtschnur für die Rechtsprechung und die Strafverbüßung an die Hand zu geben.
- Er ließ das Wahlgesetz überarbeiten: Fortan sollten die örtlichen und die hondurasweiten Obrigkeiten durch Direktwahl bestimmt werden.[5]
- Er förderte eine bessere Ausbildung der Lehrer. Dazu entsandte er elf Studenten an die Escuela Normal Lancasteriana in Guatemala.[6]
- Er verfügte, dass Kindern von Geistlichen ein Erbanspruch aus säkularisiertem Kircheneigentum zusteht.
- Nach dem verheerenden Ausbruch des Vulkans Cosigüina in Nicaragua am 20. Januar 1835 zogen die Aschewolken weit nach Norden und überschüttete auch einen Teil von Honduras mit Vulkanasche, sodass das Jahr 1835 als das Año del polvo (Pulverjahr) in die Geschichte einging.[7] Weiden und Wasserquellen waren überdeckt und verschmutzt. Die Regierung half den Viehzüchtern, deren Tiere hungerten und dürsteten.

Riveras Sprachrohr zur Verbreitung seiner liberalen, von José Francisco Morazán geprägten Überzeugungen war die Wochenzeitung El Semanario Crítico (Kritisches Wochenblatt), die zugleich das Amtsblatt war.
Sein Stellvertreter als Regierungschef von Honduras war Francisco Ferrera. Als Ferrera im Januar 1834 Parteifreunde von Rivera aus El Salvador bei San Bernardo, Namasigüe gefangen nehmen ließ, verlor Rivera sein Vertrauen in Ferrera. 1835 entließ er Ferrera als seinen Stellvertreter und betraute den Abgeordneten José María Bustillo geschäftsführend mit dessen Aufgaben. So entstand die Feindschaft zwischen Rivera und Ferrera.
Nach Ablauf seiner Amtszeit als Regierungschef am 31. Dezember 1836 ließ Rivera sich als Bergbauunternehmer nieder.

### Mit Morazán im Exil, Aufstandsversuch und Tod
Als sein politischer Ziehvater Morazán 1840 ins Exil ging, begleitete Rivera ihn, auch bei dessen Versuch 1842, die Macht zurückzugewinnen und die Zentralamerikanische Konföderation wiederzubeleben. Es gelang ihnen, in Costa Rica Braulio Evaristo Carrillo Colina zu stürzen, doch Morazán wurde nach wenigen Monaten von Widersachern gefangen genommen und hingerichtet.
Nach Honduras zurückgekehrt, unterstützte Rivera 1844 einen von Stadt Texiguat ausgehenden Aufstand gegen seinen einstigen Stellvertreter Ferrera, der seit 1842 honduranischer Staatspräsident war. Doch die von Rivera geführte Truppe wurde am 24. Oktober 1844 bei Nacaome von Regierungstruppen geschlagen. Mit 750 verbliebenen Mitkämpfern zog er sich ins heutige Departamento El Paraíso zurück. Bei Danlí spürten Regierungstruppen unter dem Kommando von Oberst Julián Tercero am 20. Dezember 1844 die letzten Aufständischen auf und rieben sie auf. Am 4. Januar 1845 wurde Rivera verhaftet und Tage später nach Comayagua gebracht. Ein Standgericht verurteilte ihn zum Tode. Am 6. Februar 1845 wurde Joaquín Rivera auf der Plaza de la Merced (Platz der Gnade) in Comayagua füsiliert.

## Familie
1833 heiratete er die Tochter von José Antonio Márquez, Teresa Márquez Díaz.